# Kolędziany (gmina)
Kolędziany – dawna gmina wiejska w powiecie czortkowskim województwa tarnopolskiego II Rzeczypospolitej. Siedzibą gminy były Kolędziany.
Gminę utworzono 1 sierpnia 1934 r. w ramach reformy na podstawie ustawy scaleniowej z 23 września 1933 r. z dotychczasowych gmin wiejskich: Dawidkowce, Kolędziany, Strusówka (w czasach radzieckich włączona do Szmankowców), Szmańkowce, Szmańkowczyki, Szwajkowce, Tarnawka, Uhryń, Zalesie i Zwiahel.
Od września 1939 do lipca 1941 gmina znajdowała się pod okupacją ZSRR, a 1 sierpnia 1941 weszła w skład Generalnego Gubernatorstwa i nowo utworzonego dystryktu Galicja. Gmina przynależała odtąd do powiatu czortkowskiego (Kreishauptmannschaft Czortków). W 1943 roku gmina składała się z 10 gromad (Dawidkowce, Kolędziany, Strosówka, Szmańkowce, Szmańkowszczyki, Szwajkowce, Tarnawka, Uhryń, Zalesie i Zwiahel) i liczyła 10.890 mieszkańców.
Po II wojnie światowej obszar gminy znalazł się w ZSRR.